# JUNGLIA沖繩
JUNGLIA沖繩（日语：／）是一座位於日本沖繩縣今歸仁村和名護市交界處的主題樂園。修建於高爾夫球場舊址上，面積相當於13個東京巨蛋。
該園區於2025年7月25日正式開園。園區主打「沉浸於大自然」為概念，設有以恐龍、壯麗自然景觀等為主題的遊樂設施與溫泉設施。

## 沿革
該設施是利用今歸仁村的高爾夫球場「Orion嵐山高爾夫俱樂部」舊址開發而成，佔地面積達60公頃，相當於約13座東京巨蛋。
2025年1月28日，官方公布了開園日期與票價等概況。園內規劃有22處遊樂設施、15處餐飲設施與10家商品販售店。票價方面，採取對國內訪客與來日外國遊客實施不同價格的雙重定價制。在東京都內舉行的記者會上，首相石破茂亦親自出席。
營運公司「Japan Entertainment」為了規劃本園區，由企業家森岡毅領軍的行銷公司「刀」以及當地多家重要企業於2018年6月在名護市共同設立。此主題樂園事業旨在促進沖繩縣北部地區的觀光發展與就業機會，同時提升居民所得。園區建設所需資金由商工中金與琉球銀行擔任主辦機構，共同籌措達700億日圓。此外，官民共同基金酷日本機構亦參與出資。

## 設施
JUNGLIA沖繩內設有多項遊樂設施、演出秀與服務設施。

### 遊樂設施
截至2025年8月，「Junglia沖繩」共提供13項遊樂設施。遊樂設施分為兩種類型：一種是排隊體驗型（即「排隊型設施」），另一種是需事先領取「設施整理券」才能體驗的類型（即「整理券對應設施」）。設施整理券可於入園當天免費先到先得方式領取，可依團體單位進行申請。截至2025年8月，部分整理券對應設施當日並不提供整理券（≒ 僅限持有尊榮通行證者使用）。
| 名稱                                                              | 類型                     |
| ----------------------------------------------------------------- | ------------------------ |
| 恐龍野生探險（DINOSAUR SAFARI）                                   | 排隊體驗型               |
| 尋找恐龍（FINDING DINOSAURS）                                     | 排隊體驗型               |
| 越野電動車 冒險路線（BUGGY VOLTAGE: Fun Adventure Course）        | 排隊體驗型               |
| 越野電動車 挑戰路線（BUGGY VOLTAGE: Adrenaline Challenge Course） | 排隊體驗型               |
| 山原動物朋友（YAMBARU FRIENDS）                                   | 排隊體驗型               |
| 嘟嘟叢林列車（TAM TAM TRAM）                                      | 排隊體驗型               |
| 天翔鳳凰（SKY PHOENIX）                                           | 整理券對應               |
| 樹梢冒險（TREE-TOP TREKKING）                                     | 整理券對應               |
| 天際極限（SKY-END TREKKING）                                      | 整理券對應               |
| 地平線熱氣球（HORIZON BALLOON）                                   | 整理券（不保證體驗）     |
| 泰坦之擺（TITAN'S SWING）                                         | 整理券（僅限尊榮通行證） |
| 人體飛箭（HUMAN ARROW）                                           | 整理券（僅限尊榮通行證） |
| 高空彈射滑翔（BUNGEE GLIDER）                                     | 整理券（僅限尊榮通行證） |
| （建設中）重力墜落（GRAVITY DROP）                                | 整理券對應               |
| （建設中）寶藏對決（TREASURE FIGHT）                              | 整理券對應               |

### 表演節目
- 叢林狂歡水花祭（JUNGLIA SPLASH FES）
- 野性節奏（WILD BEAT）
- 極限特技秀（EXTREME ACRO）
- 水花對戰（SPLASH BATTLE）
- 海灑！JAN（HAI-SAI! JAN）
- 叢林煙火秀（JUNGLIA “HANABI”）
- 叢林夜間慶典（JUNGLIA NIGHT FES）

## 另見
- 沖繩美麗海水族館

## 外部連結
- JUNGLIA沖繩官方網站